# 曹瑞武
曹瑞武（1930年—），女，湖南长沙人，中华人民共和国政治人物，曾任湖南省妇女联合会主任，第七、八届全国政协委员。